# Kassenärztliche Vereinigung Bremen
Die Kassenärztliche Vereinigung Bremen (KVHB) ist die mit knapp 2100 Mitgliedern kleinste der insgesamt 17 Kassenärztlichen Vereinigungen (KVen) in Deutschland. 
Als Körperschaft des öffentlichen Rechts vertritt die KVHB die Interessen ihrer Mitglieder, der fast 2100 im Land Bremen niedergelassenen Vertragsärzte und -psychotherapeuten, gegenüber Politik, Krankenkassen und Öffentlichkeit. Gleichzeitig erfüllt sie als hoheitlich handelnde Behörde die ihr vom Bundesgesetzgeber übertragenen Aufgaben der Sicherstellung und Gewährleistung.
Die KVHB unterliegt der Rechtsaufsicht der Senatorin für Gesundheit, Frauen und Verbraucherschutz, entscheidet aber in eigener Zuständigkeit im Rahmen der Vorgaben durch das Fünfte Sozialgesetzbuch (SGB V) über ihre Angelegenheiten. Die Verwaltungskosten der KVHB werden durch die Verwaltungskostenumlage ihrer Mitglieder getragen.

## Mitgliedschaft
Alle zur vertragsärztlichen Tätigkeit zugelassenen Ärztinnen und Ärzte, ärztlichen und psychologischen Psychotherapeutinnen und -therapeuten sowie Kinder- und Jugendlichenpsychotherapeutinnen und -therapeuten sind Mitglieder ihrer Kassenärztlichen Vereinigung. Die Mitgliedschaft ist durch § 77 Abs. 5 SGB V gesetzlich begründet, so dass eine Pflichtmitgliedschaft besteht. Ein Austritt aus der Körperschaft ist daher immer auch zwangsläufig mit dem Verzicht auf die Zulassung zur vertragsärztlichen oder vertragspsychotherapeutischen Tätigkeit verbunden.

## Aufgaben
Als Körperschaft öffentlichen Rechts ist die KV Bremen mehr als nur eine Dienstleistungsorganisation für ihre Mitglieder. Sie ist Interessenvertreter einerseits, andererseits übt sie die Aufsichts- und Disziplinarfunktion gegenüber ihren Mitgliedern aus (Gewährleistungsauftrag). Dazu kommen weitere hoheitliche Aufgaben. Die KV Bremen gewährleistet durch Verträge mit den Verbänden der Krankenkassen die ambulante Versorgung im Land Bremen (Sicherstellungsauftrag) und stellt die Qualität sicher (Qualitätssicherung).

### Sicherstellungsauftrag
Der Gesetzgeber hat der Ärztlichen Selbstverwaltung – also den 17 Kassenärztlichen Vereinigungen (KVen) in den Bundesländern sowie der Kassenärztlichen Bundesvereinigung – die Sicherstellung der vertragsärztlichen Versorgung übertragen (Sicherstellungsauftrag gemäß § 72 / § 75 SGB V). Seit 1999 zählt dazu neben der ambulanten haus- und fachärztlichen auch die psychotherapeutische Versorgung. Die KVen haben zusammen mit den Krankenkassen als Partner in der Gemeinsamen Selbstverwaltung dafür zu sorgen, dass alle gesetzlichen Vorgaben des SGB V korrekt umgesetzt werden.
Innerhalb des gesetzlichen Rahmens haben KVen und Krankenkassen in den einzelnen Ländern die Möglichkeit, die ambulante Versorgung gemäß regionaler Bedürfnisse auszugestalten. Unter anderem deswegen sieht die ambulante Versorgungslandschaft in einem Stadtstaat wie Bremen anders aus als im flächenmäßig größtem Bundesland, dem Freistaat Bayern.
Jedoch haben KVHB und Krankenkassen in Bremen nicht völlig freie Hand: Neben den gesetzlichen Bestimmungen gibt es auch noch eine Vielzahl weiterer Regelungen zu beachten, die bundesweit Gültigkeit haben: so etwa die Beschlüsse des Gemeinsamen Bundesausschusses (G-BA) zur Bedarfsplanung. Darin wird beispielsweise geregelt, wie viele Ärzte oder Psychotherapeuten welcher Fachrichtung sich in bestimmten Regionen maximal niederlassen dürfen. Vorgaben aus der bundesweit gültigen Bedarfsplanungs-Richtlinie sind für die KVHB zwingend zu berücksichtigen.
Die KVHB gestaltet die ambulante Versorgung für die über 60.000 gesetzlich Krankenversicherten (Stand: 1. Juli 2024) im Land Bremen
während und außerhalb der üblichen Sprechstundenzeiten gemäß dem Sicherstellungsauftrag. Ziel ist dabei eine wohnortnahe Versorgung bei gleichzeitig verantwortungsvollem Umgang mit den finanziellen Ressourcen der Gesetzlichen Krankenversicherung, sprich: den Mitgliedsbeiträgen der gesetzlich Krankenversicherten.
So heißt es in § 72 SGB V: „Die vertragsärztliche Versorgung ist […] so zu regeln, dass eine ausreichende, zweckmäßige und wirtschaftliche Versorgung der Versicherten unter Berücksichtigung des allgemein anerkannten Standes der medizinischen Erkenntnisse gewährleistet ist und die ärztlichen Leistungen angemessen vergütet werden.“
Der Sicherstellungsauftrag gilt rund um die Uhr, also auch außerhalb der üblichen Sprechstundenzeiten. Daher leisten die niedergelassenen Ärzte über ihre Arbeit in der Praxis hinaus den Ärztlichen Bereitschaftsdienst.

### Interessensvertretung
Als Interessenvertretung der ca. 2000 im Land Bremen niedergelassenen Vertragsärzte und -psychotherapeuten, handelt die KV Bremen auf Grundlage bundesweiter Gesetze und Standards mit den regionalen Krankenkassen Verträge über Struktur und Vergütung der ambulanten Versorgung im Land Bremen aus. Außerdem werden spezielle Verträge abgeschlossen, die auf die Weiterentwicklung der ambulanten Versorgung zielen, zum Beispiel auf die Behandlung chronischer Erkrankungen durch strukturierte Behandlungsprogramme (Disease-Management-Programme).

### Honorarverhandlungen mit Krankenkassen
Die KVHB verhandelt mit den Krankenkassen  – auf Basis der Vorgaben aus den Verhandlungen von Kassenärztlicher Bundesvereinigung und Spitzenverband Bund der Krankenkassen – das Gesamthonorar für alle ambulant erbrachten ärztlichen und psychotherapeutischen Leistungen und schließt Honorarverträge über die für die ambulante Versorgung zu zahlende Gesamtvergütung. 
Die Verteilung der von den Krankenkassen bereitgestellten Gesamtvergütung erfolgt nach dem Honorarverteilungsmaßstab (HVM). Dieser wird von der Vertreterversammlung der KV Bremen auf der Grundlage der Vorgaben der Kassenärztlichen Bundesvereinigung beschlossen.

### Gewährleistungsauftrag
Nach dem Gewährleistungsprinzip steht die KV Bremen gegenüber den Krankenkassen dafür gerade, dass alle vertragsärztlichen und -psychotherapeutischen Leistungen nach Gesetz und Vertrag erbracht werden. Insbesondere kontrolliert sie die Abrechnungen ihrer Mitglieder und wacht über die Qualität der Arbeit von Vertragsärzten und -psychotherapeuten.

## Organisation

### Vertreterversammlung
Die Vertreterversammlung (VV) ist das gewählte Selbstverwaltungsorgan der KVHB, sie ist das ehrenamtliche „Parlament“ der ambulant tätigen Ärzte und Psychotherapeuten im Land Bremen.

### Vorstand
Der Vorstand der KV Bremen wird von der Vertreterversammlung gewählt. Der Vorstand führt die Geschäfte und vertritt die KV Bremen gerichtlich und außergerichtlich. Die Aufgaben des Vorstandes sind in der Satzung festgehalten.

### Gremien
Vertreterversammlung und Vorstand der Kassenärztlichen Vereinigung (KV) Bremen werden von Ausschüssen und Kommissionen beraten und unterstützt. Das Sozialgesetzbuch V schreibt darüber hinaus auch die Einrichtung von Gremien der Gemeinsamen Selbstverwaltung vor. Diese Ausschüsse setzen sich paritätisch aus Vertretern der KV Bremen und der Krankenkassen zusammen. Hier werden Entscheidungen getroffen bzw. vorbereitet, die die Sicherstellung der vertragsärztlichen Versorgung betreffen, etwa bei der Zulassung oder bei der Wirtschaftlichkeitsprüfung.